# Caryophyllales
Caryophyllales es un orden de plantas angiospermas. Este orden, muy heterogéneo, incluye cactus, ciertas plantas carnívoras, amarantos, acelga, espinaca, buganvillas, entre los taxones y especies más representativos. La mayoría de sus familias (excepto Caryophyllaceae y Molluginaceae) producen betalaínas.
Si bien su circunscripción es bastante discutida en el caso de algunos grupos, proviene esencialmente del análisis molecular más que de caracteres morfológicos.
Contiene 33 familias, 692 géneros y 11 155 especies.
En sistemas de clasificación actuales como el APG IV del 2016 incluye a las siguientes familias:
- Familia Achatocarpaceae
- Familia Aizoaceae
- Familia Anacampserotaceae
- Familia Ancistrocladaceae
- Familia Asteropeiaceae
- Familia Amaranthaceae
- Familia Barbeuiaceae
- Familia Basellaceae
- Familia Cactaceae
- Familia Caryophyllaceae
- Familia Didiereaceae
- Familia Dioncophyllaceae
- Familia Droseraceae
- Familia Drosophyllaceae
- Familia Frankeniaceae
- Familia Gisekiaceae
- Familia Halophytaceae
- Familia Kewaceae
- Familia Limeaceae
- Familia Lophiocarpaceae
- Familia Macarthuriaceae
- Familia Microteaceae
- Familia Molluginaceae
- Familia Montiaceae
- Familia Nepenthaceae
- Familia Nyctaginaceae
- Familia Petiveriaceae
- Familia Physenaceae
- Familia Phytolaccaceae
- Familia Plumbaginaceae
- Familia Polygonaceae
- Familia Portulacaceae
- Familia Rhabdodendraceae
- Familia Sarcobataceae
- Familia Stegnospermataceae
- Familia Simmondsiaceae
- Familia Talinaceae
- Familia Tamaricaceae

## Caracteres diagnósticos
Según APG III, los caracteres diagnósticos para identificar al orden Caryophyllales son:
- Mayormente herbáceos.
- No forman micorrizas.
- Gineceo a veces unilocular con placentación central.
- Polen colpado.
- Betalaínas o antocianinas.